# Maison Joseph-Aldéric-Raymond

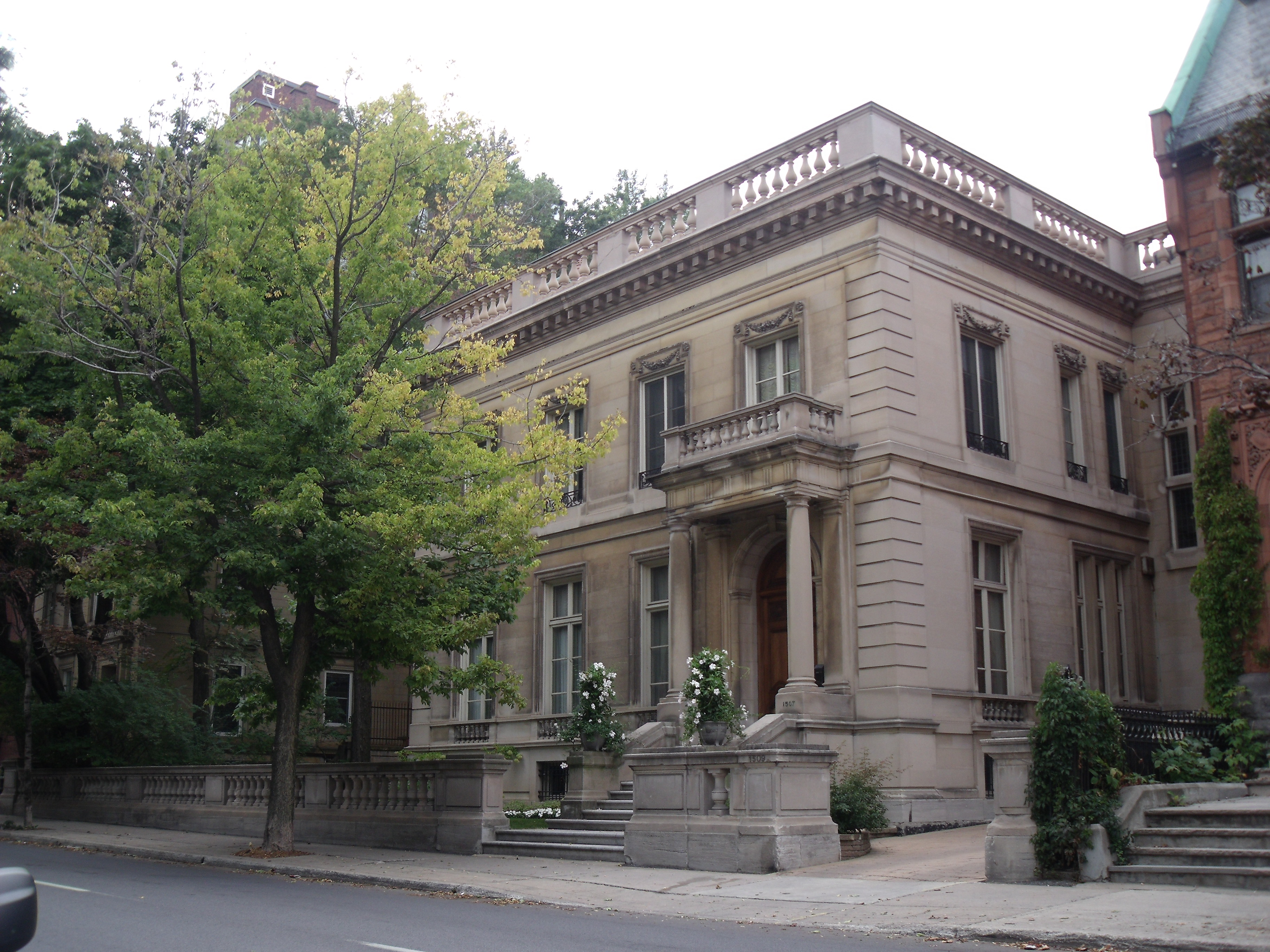
Maison Joseph-Aldéric Raymond, entrée

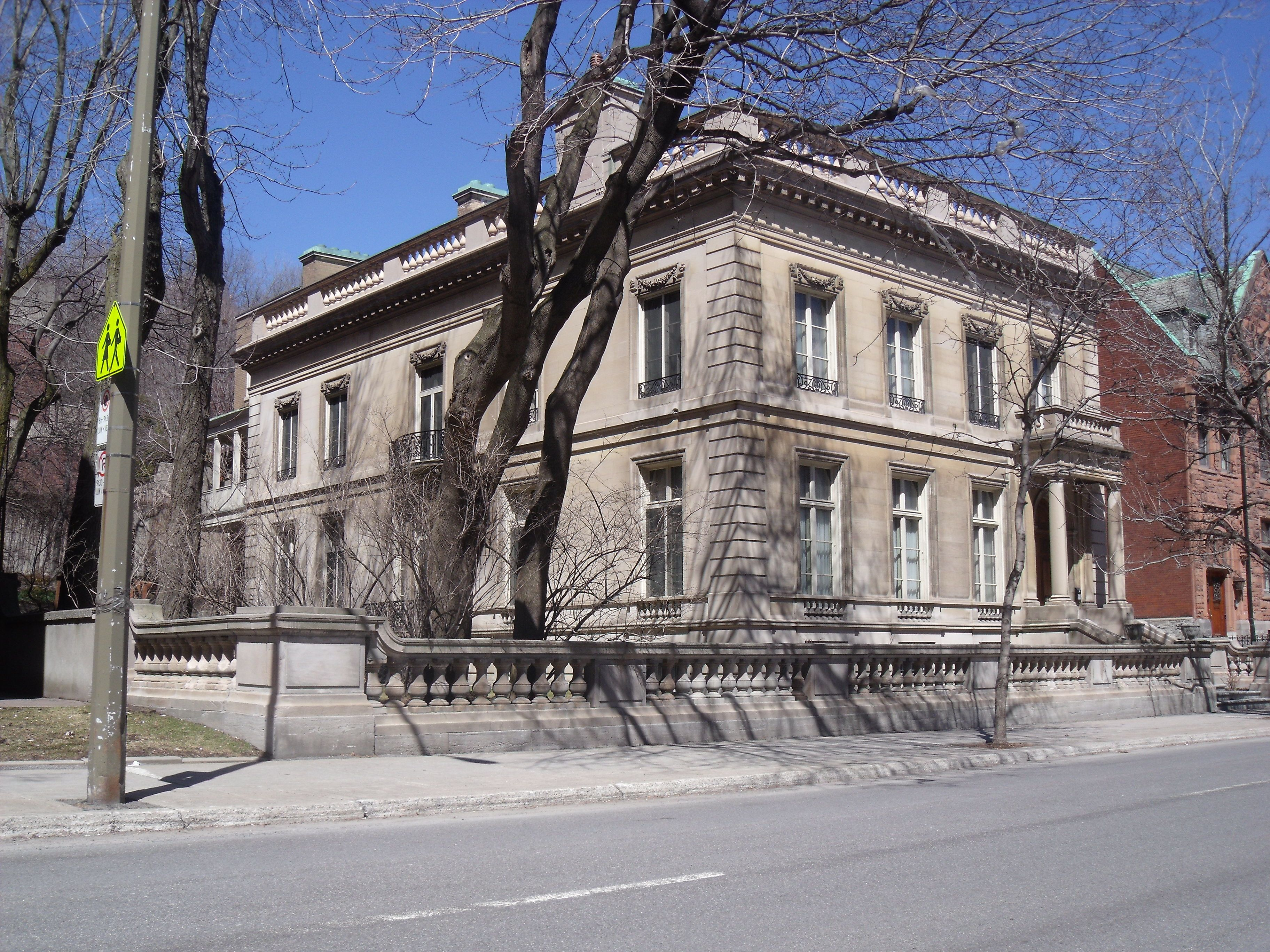
Maison Joseph-Aldéric Raymond, vue de côté

La maison Joseph-Aldéric-Raymond est une maison bourgeoise située dans le Mille carré doré à Montréal au Canada. Elle fut à l’origine la résidence de Joseph-Aldéric Raymond (1882-1955), un entrepreneur montréalais dans le domaine de l'hôtellerie,. Il était le frère de Donat Raymond et de Maxime Raymond.
Construite entre 1929 et 1930, cette résidence fut conçue et réalisée par les architectes Robert Findlay et son fils Frank dans le style Beaux-arts,. Cette résidence fait partie de l’ancien domaine de Joseph-Aldéric Raymond qui comprend aussi le quartier des domestiques, le garage, le logement du chauffeur et un jardin.
Cet édifice fait l’objet de quelques mesures de protection. En 1975, la maison fut classée immeuble patrimonial par le ministère de la Culture et des Communications du Québec. Elle fut également reconnue par la Ville de Montréal en 1987 et par le gouvernement du Québec en 2005 comme une partie intégrante du « site patrimonial du Mont-Royal ». En 2004, le bâtiment fut déclaré « immeuble de valeur patrimoniale exceptionnelle » par la Ville de Montréal.
L’édifice est également situé dans l’aire de protection de la maison Charles-G.-Greenshields depuis 1975 et dans le « secteur de valeur patrimonial exceptionnel du Mille carré doré » depuis 2004.

## Localisation
La maison Joseph-Aldéric-Raymond est située au 1507 de l’avenue du Docteur-Penfield  dans le quartier du Mille carré doré de l’arrondissement Ville-Marie de la Ville de Montréal. Elle est localisée à environ 4,3 km du Vieux-Montréal. Le site est desservi par l’autobus no  144 Av. des Pins. 

## Historique
| Années    | Étapes de construction                                | Architectes                 | Entrepreneurs              |
| --------- | ----------------------------------------------------- | --------------------------- | -------------------------- |
| 1929-1930 | Construction,                                         | Robert et Frank R. Findlay, | H. R. Hutchison            |
| 1962      | Agrandissement du logis du chauffeur et modifications |                             | Robert Miller Construction |

## Maison
La maison Joseph-Aldéric-Raymond fait partie de l’ancien domaine de Joseph-Aldéric Raymond qui comprend aussi le quartier des domestiques, le garage, le logement du chauffeur et un jardin. Ce domaine est d'une superficie d'environ 1 304 m2.
Cet édifice fait l’objet de quelques mesures de protection. Le 29 janvier 1975, la maison fut classée immeuble patrimonial par le ministère de la Culture et des Communications du Québec. Le 15 décembre 1987, la Ville de Montréal a déclaré par règlement que la maison Joseph-Aldéric-Raymond est une partie intégrante du « site  patrimonial du Mont-Royal ». Le 10 décembre 2004, le bâtiment fut déclaré « immeuble de valeur patrimoniale exceptionnelle » par la Ville de Montréal. Le 9 mars 2005, le gouvernement du Québec a déclaré par  décret que la maison Joseph-Aldéric-Raymond est également un élément protégé du « site patrimonial du Mont-Royal ».
L’édifice est également situé dans l’aire de protection de la maison Charles-G.-Greenshields depuis le 7 juillet 1975 et dans le secteur de valeur patrimonial exceptionnel du « Mille carré doré » depuis le 10 décembre 2004,,.

## Sources

### Ouvrages
- Communauté Urbaine de Montréal, Répertoire d'architecture traditionnelle sur le territoire de la Communauté Urbaine de Montréal : Les résidences, Service de la planification du territoire (CUM), 1987, 803 p.
- François Rémillard, Demeures bourgeoises de Montréal : le Mille carré, 1850-1930 : Maison Joseph-Aldéric Raymond, Montréal, Édition du Méridien, 1986, 235 p.
- Robert Lemire, Inventaire des bâtiments du Vieux-Montréal et des quartiers Saint-Georges et Saint-André : construits entre 1919 et 1959, Montréal, Parcs Canada, 1979

### Ressources électroniques
- Ministère de la Culture et des Communications, « Maison Joseph-Aldéric-Raymond », sur Répertoire du patrimoine culturel du Québec (consulté le 19 octobre 2013)
- Ville de Montréal, « Maison Joseph-Aldéric-Raymond », sur Grand répertoire du patrimoine bâti de Montréal (consulté le 19 octobre 2013)
- Registre foncier du Québec en ligne, « Lots no. 1064960 », Ministère des Ressources Naturelles et Faune (consulté le 19 octobre 2013)
- Ville de Montréal, « Rôle de l’évaluation foncière : 1507, Avenue du Docteur-Penfield » (consulté le 19 octobre 2013)
- Commission des lieux et monuments historiques du Canada, « Maison Joseph-Aldéric-Raymond », sur Lieux patrimoniaux du Canada (consulté le 19 octobre 2013)

### Autres sources
- Décret de l’arrondissement historique et naturel du Mont-Royal, Gouvernement du Québec, 9 mars 2005.
- Règlement constituant le site du patrimoine du Mont-Royal, Conseil de la Ville de Montréal, règlement no 7593, 15 décembre 1987.
- Service des permis et inspections de la Ville de Montréal, Permis no 3563, 1929-08-13.
- Service des permis et inspections de la Ville de Montréal, Permis no 3494, 1962-07-25.